# Nang Lae
 (août 2022).
Nang Lae est une ville de Thaïlande située dans la province de Chiang Rai, dans le district de Mueang Chiang Rai. En 2005 sa population était de 10 312 habitants.